# Балобаново
Балоба́ново (рос. Балобаново) — село у складі Богородського міського округу Московської області, Росія.

## Населення
Населення — 577 осіб (2010; 570 у 2002).
Національний склад (станом на 2002 рік):
- росіяни — 96 %